# Air Raid Wardens

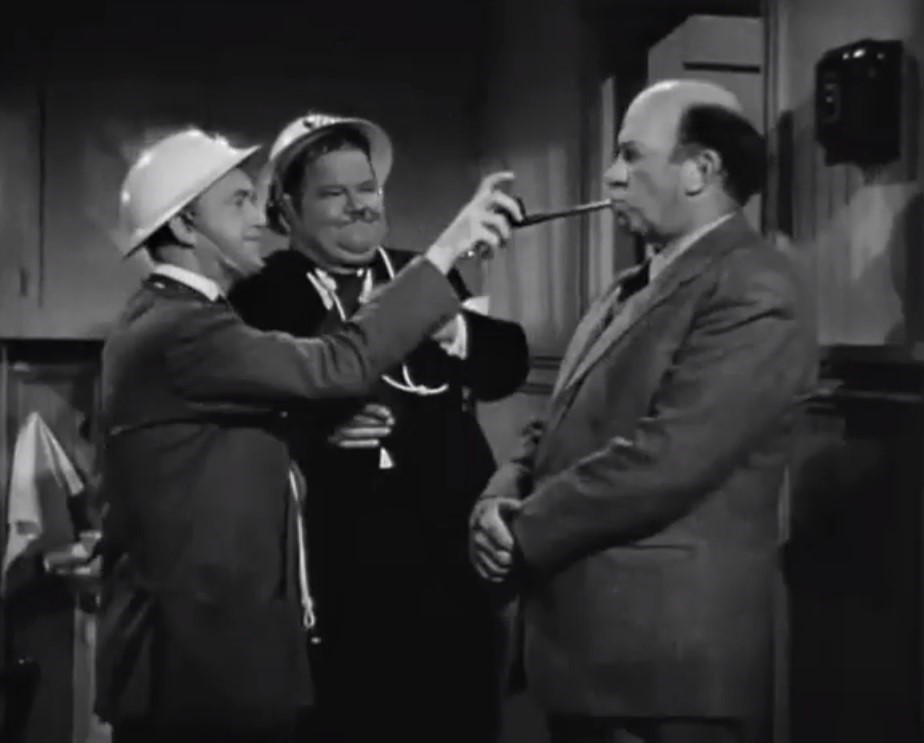
Imatge de la pel·lícula protagonitzada per Laurel i Hardy.

 Air Raid Wardens és una pel·lícula estatunidenca protagonitzada per Laurel i Hardy dirigida per Edward Sedgwick, estrenada el 1943. L'argument situa l'acció en plena Segona Guerra Mundial, al llogarret estatunidenc d'Huxton, Stan i Ollie, massa grans per ser enrolats a l'exèrcit, accepten la proposició de Dan Madison, responsable de la defensa passiva de la ciutat, de participar-hi com caps de grup. Però encadenen les pífies.

## Argument
Ambientat en la Segona Guerra Mundial, Laurel i Hardy després de l'obertura de diverses botigues, primer de fertilitzants, després d'animals, es troben com a venedors en una botiga de bicicletes.
Estan a punt de ser despatxats, un nou propietari està a punt de prendre possessió dels locals, oferint entrar en el negoci junts per vendre bicicletes i ràdios. El seu soci realment és part d'un grup d'espies nazis que estan interessats en la botiga com a tapadora per un pla criminal que té com a objectiu el desmantellament de la fàbrica de magnesi nova acabada de posar en marxa.
Mentrestant, Laurel i Hardy rebran un nou encàrrec i són contractats pel seu amic Dan Madison com vigilants de "Umpa", un servei de defensa de l'aeronàutica militar, juntament amb altres ciutadans, per salvaguardar el país durant la guerra, però després d'alguns problemes també acaben contra els seus col·legues i després d'enèsims desastres, són rellevats de les seves funcions. De tornada a la seva botiga, es troben les activitats sinistres dels espies, i sense avisar ningú, convençut que ningú els creuria, segueixen els espies, amagats al maleter del seu cotxe.

## Repartiment
Stan Laurel: Stan 

Oliver Hardy: Ollie 

Edgar Kennedy: Joe Bledsoe 

Jacqueline White: Peggy Parker 

Stephen Mcnally (als crèdits Horace McNally): Dan Madison

Nella Walker: Millicent Norton 

Donald Meek: Eustace Middling 

Henry O'Neill: Rittenhause 

Howard Freeman: J.P. Norton 

Paul Stanton: Capità Biddle

Robert Emmett O'Connor: Charlie Beaugart 

William Tannen: Joseph

Russell Hicks: Major Scanlon 

Philip Van Zandt: Herman 

Frederick Worlock: Otto 

Don Costello: Heydrich